# Río Green (Washington)
El río Green —Green River en inglés— es un río de 105 km de longitud que discurre por el estado de Washington en Estados Unidos, naciendo en las lomas al oeste de la cordillera de las Cascadas, al sur de I-90. 

## Descripción
El río Green proporciona agua potable para la ciudad de Tacoma (Washington). Las ciudades de Kent, Auburn y Tukwila están todas situadas a lo largo del río Green. En sus inicios, el río es célebre por sus cristalinas riberas. Estas áreas incluyen numerosos sitios para la pesca, el uso de la canoa y el baño. Los esfuerzos ahora están centrándose en preservar su belleza natural, que, en la pasada década, ha resultado en la creación de varios parques estatales en cañón del río Green con acantilados afilados levantándose hasta casi 100 metros sobre el lecho del río.
Río abajo desde el cañón del río Green está el valle, de 1 km de extensión, donde las tierras de labranza han sido protegidas del desarrollo. Un proyecto para construir un sendero para bicicletas a lo largo de las paredes del valle encontró resistencia feroz por parte de los granjeros. Como resultado, las bicicletas deben compartir con los automóviles la carretera que serpentea por el paisaje pastoral.
El río Green emerge del Valle del río Green y entra en el valle de Kent, mucho mayor, en Auburn, Washington, que fue forjado por lava en la última glaciación y rellenada por lahar del monte Rainier. Aquí es donde el río gira al norte, deja las tierras de labranza y entra en una zona de ligero desarrollo industrial y venta al por menor. Una senda pública multiuso recorre al lado del río gran parte del valle.
Su nombre pasa a ser de río Duwamish cuando se une con el río Black justo al salir de Tukwila. (El río Black se secó cuando el nivel del agua del lago Washington cayó con la apertura del Canal de Navegación del lago Washington.) El río Duwamish desemboca en la bahía de Elliott, en Seattle. El estuario industrializado es conocido como el Duwamish Waterway.
El río Green es también tristemente célebre como el lugar donde las primeras víctimas del asesino en serie Gary Leon Ridgway fueron encontradas. Aunque solo unos pocos cuerpos fueron encontrados en el río, porque eran las primeras víctimas, el asesino sin identificar fue conocido como el «asesino de Green River» hasta el arresto de Ridgway.

## Historia
Cabe también destacar, que, hasta 1906, el río Green desembocó en el río White cerca de Auburn, Sin embargo, en 1906, a causa de la inundación del siglo, el río White cambió en ese lugar su curso y desde entonces desemboca en el río Puyallup. Desde entonces esto ha quedado así.